# Brookville (Indiana)
Pour les articles homonymes, voir Brookville.
La ville de Brookville est le siège du comté de Franklin, situé dans l'Indiana, aux États-Unis.

## Source
- (en) Cet article est partiellement ou en totalité issu de l’article de Wikipédia en anglais intitulé « Brookville, Indiana » (voir la liste des auteurs).